# آرچی مور
آرچی مور (انگلیسی: Archie Moore; ۱۳ دسامبر ۱۹۱۶ – ۹ دسامبر ۱۹۹۸) بوکسور و هنرپیشه اهل ایالات متحده آمریکا بود.
آرچی رکورد دار برد در تاریخ بوکس است و با ۱۳۲ ناک اوت بر صدر تاریخ بوکس تکیه زده است. او دارنده رکورد طولانی‌ترین دوره قهرمانی نیمه سبک‌وزن جهان در تمام دوران (دسامبر ۱۹۵۲ - مه ۱۹۶۲) است. وی یکی از طولانی‌ترین دوره‌های بوکس حرفه ای در تاریخ این ورزش را داشت که از سال ۱۹۳۵ تا ۱۹۶۳ به رقابت می‌پرداخت. ملقب به «مانگوس» و سپس «مانگوس پیر» در نیمه دوم دوران کاری خود، یک بوکسور بسیار عالی‌ترین استراتژی و دفاع بود، با فکی قوی و استقامتی عالی. آرچی مور در فهرست رینگ «۱۰۰ نفر دارنده سنگین‌ترین مشت‌های همه دوران» (به انگلیسی: 100greatest punchers of all time) در رده چهارم قرار دارد. مور توسط وب سایت برجسته بوکس BoxRec به عنوان دومین بوکسور بزرگ Pound for pound در همه زمان‌ها شناخته شده است. مور همچنین پس از بازنشستگی مدت کوتاهی مربی بود، بوکسورهایی همچون محمدعلی کلی، جورج فورمن و جیمز تلیس را مربیگری کرد.
مور بومی بنوتی، می‌سی‌سی‌پی، در خیابان سنت لوییس میسوری و در فقر بزرگ شد. بیش از ده سال مور قربانی نژادپرستی در حرفه خود شد، از هجوم شلیک به عناوین جهانی محروم شد و بسیاری از آن سالها را صرف جنگیدن در راه نشان دادن آن کرد. وی یکی از چهره‌های مهم جامعه سیاه‌پوست آمریکا، در روزهایی که یک مبارز تمام عیار بود درگیر اهداف آمریکایی‌های آفریقایی آمریکایی بود. او همچنین خود را به عنوان یک شخصیت بازیگر موفق در تلویزیون و فیلم معرفی کرد. مور در خانه فرزند خود در سن دیه گو، کالیفرنیا درگذشت. در زمان مرگ او ۸۱ سال داشت.
وی همچنین ده سال از عنوان قهرمانی سنگین‌وزن خود دفاع کرد و در ۴۶ سالگی آن را از دست داد.

## اوایل زندگی
آرچیبال لی رایت فرزند توماس رایت کارگر مزرعه دار و لورنا رایت بود. او همیشه اصرار داشت که در سال ۱۹۱۶ در کالینزویل، ایلینویز متولد شده، اما مادرش به خبرنگاران گفت که در واقع در سال ۱۹۱۳ در بنویت، می‌سی‌سی‌پی متولد شده است. پدرش وقتی آرچی شیرخوار بود، خانواده را رها کرد. مادرش نتوانست زندگی او و خواهر بزرگتر خود را تأمین کند، مراقبت از آنها را به عمو و عمه شان، کلیولند و ویلی پرل مور، که در خیابان زندگی می‌کردند، واگذار کرد.
او دبستان در مدرسه ابتدایی مخصوص سیاهپوستان گذراند. همچنین در دبیرستان لینکلن، که هرگز از آنجا فارغ‌التحصیل نشده است. عمو و عمه وی یک تربیت پایدار را برای او فراهم کردند، اما پس از اینکه عمویش در اثر سانحه طوفان در حوالی سال ۱۹۲۸ درگذشت، مور با یک گروه خلافکار خیابانی فرار کرد. یکی از اولین سرقت‌های او یک جفت لامپ روغنی از خانه اش بود که آنها را فروخت تا پول برای خرید دستکش بوکس داشته باشد. وی بعداً از سرقت خود یادآوری کرد: «اجتناب ناپذیر بود که من گرفتار شوم. فکر می‌کنم حتی قبل از شروع کار این را می‌دانستم، اما به نوعی میل به داشتن چند سنت در جیبم باعث شد تا از این واقعیت غافل شوم.» پس از دستگیری وی برای تلاش سرقت از اتوموبیل، وی محکوم به گذاندن یک دوره سه ساله بازپروری در مدرسه ای در بونویل، میسوری شد. وی پس از گذراندن بیست و دو ماه به دلیل رفتار خوب از مدرسه آزاد شد.
در حدود سال ۱۹۳۳ مور به سپاه پیشاهنگی پیوست و به کار جنگلداری در اردوگاهی در پوپلار بلوف، میسوری مشغول به کار شد. با اراده ای راسخ برای بوکسور شدن، تصمیم گرفت کار خود را در اردوگاه به نوعی تمرین تبدیل کند. او بعدها نقل می‌کرد که سایر پسران دائماً او را در مورد تمرین روزانه با او شوخی می‌کنند. فرمانده اردوگاه به او اجازه می‌داد تیم بوکسی ترتیب دهد تا در مسابقات دستکش طلایی در جنوب میسوری و ایلینویز شرکت می‌کرد. بسیاری از مبارزه‌های او در فضایی با بار نژادی رخ داده است. او بعداً یه مورد از آنها را که در برابر بوکسور سفیدپوستی به نام بیل ریچاردسون چنین شرح داد:
من او را با یک مشت سنگین در همان راند اول ناک اوت کردم. برادرش … داور بود. از دستم عصبانی عصبانی شد و به من گفت که مشت‌هایم را بالا نگه دارم. داور گفت که من روش خطا کرده‌ام. من داغ کردم و پیشنهاد دادم که [به داور] دوباره مبارزه کنم. در راند دوم او را با یک هوک چپ که سرش را بالا می‌چرخاند انداختم. … شنیدم که مردی در کنار رینگ گفت: «برای دو سنت می‌توانم به اون کاکاسیاه شلیک کنم.»

## بازنشستگی اول و بازگشت
مور در سال ۱۹۴۱ چهار مبارزه داشت که طی این مرحله ۲-۱-۱ شد و با تساوی برابر ادی بوکر انجام شد. با این حال، در آن زمان، او بعلت زخم معده و عوارض ناشی از دچار ناراحتی شده بود و بازنشستگی خود را از بوکس اعلام کرده بود.
بازنشستگی وی مختصر بود. تا سال ۱۹۴۲، بعد او دوباره روی رینگ بود. او در آن سال شش مسابقه اول خود را برد، از جمله ناک اوت هووگ در بازی برگشت و غلبه بر جک چیس (به انگلیسی: Jack Chase) در ۱۰ راند. او در دیدار برگشت با بوکر دیدار کرد و به همان نتیجه ای رسید که اولین دیدار آنها برگزار شد: یک تساوی طی ۱۰ راند.
در سال ۱۹۴۳، مور طی ۷ دوره مبارزه، پنج بار برنده شد و دو بار باخت. او عنوان میان وزن ایالت کالیفرنیا را طی ۱۵ راند به جک چیس واگذار کرد و دوباره در آخرین مسابقه همان سال عنوان را طی ۱۰ راند از جک چیس پس گرفت. همچنین او در همان سال به آرون وید (به انگلیسی: Aaron Wade) باخت.

## ساحل غربی
در سال ۱۹۴۴، او ۹ دوره مسابقه داشت، که نتایجش ۷ بر و ۲ باخت بود. آخرین دوره حضور او در آن سال اولین حضور خود در ساحل اقیانوس اطلس بود و سطح افکار مخالف وی شروع به افول کرد. او با نتیجه ناک اوت در راند ۵ جیمی هایدن (به انگلیسی: Jimmy Hayden) را شکست داد و قبل از اینکه با یک ناک اوت مغلوب چارلی بارلی (به انگلیسی: Charlie Burley) عضو آینده تالار مشاهیر شود بوکر را ادی بوکر را طی ۸ راند ناک اوت کرد.
او در هشت دور از مسابقات اول سال ۱۹۴۵ پیروز شد، و متخصصان بوکس ساحل آتلانتیک را تحت تأثیر قرار داد و با ناک اوت مغلوب جیمی جی بیوینس، جانشین آینده IBHOF، در کلیولند شد. او قبل از پایان آن سال، ۵ بار برای مبارزه به ساحل شرقی برگشت. او، بغیر از دیگران با جانشین آینده IBHOF، هولمن ویلیامز (به انگلیسی: Holman Williams) دیدار کرد و طی ۱۰ راند مغلوب او شد.
در سال ۱۹۴۶، مور به دسته سنگین‌وزن رفت. نتایج او در آن سال با ۵ برد، ۲ باخت و ۱ مساوی به پیروزی رسید، کورتیز شپرد (به انگلیسی: Curtis Sheppard) را شکست داد، اما طی ۱۰ راند مغلوب قهرمان آینده سنگین‌وزن جهان و عضو تالار مشاهیر آزارد چارلز شد و با رقیب دیرینه اش جک چیس مساوی کرد.
سال ۱۹۴۷ در واقع سال برگشت برای مور بود. او در آن سال ۷ مسابقه را برد و ۱ مسابقه را به آزارد چارلز باخت. او چیس را در راند نهم ناک اوت کرد، شپارد را در راند ۱۰ و بیوینس را در راند ۹ ناک اوت کرد. او همچنین طی ۱۰ راند برت لیتل (به انگلیسی: Burt Lytell) را در هم کوبید.
او در سال ۱۹۴۸ در ۱۴ مبارزه سخت و نفس گیر شرکت کرد، او دوباره طی ۹ راند مغلوب آزارد چارلز شد، در راند اول مغلوب لئونارد مورو (به انگلیسی: Leonard Morrow) شد، طی ۱۰ راند مغلوب هنری هال و در راند ۴ با رد صلاحیت داور به لوید گیبسون باخت. اما او همچنین طی ۱۰ راند، تد لوری را شکست داد و هنری هال را در بازی برگشت مغلوب خود کرد.
سال ۱۹۴۹ سال خوبی برای مور بود: او در آن سال ۱۳ مسابقه داشت که شامل ۱۲ برد و ۱ باخت بود. او دو بار آلاباما کید (به انگلیسی: Alabama Kid) را شکست داد. با ناک اوت در راند ۴ و راند ۳، باب ساترفیلد را با ناک اوت در راند ۳، بیوینس با ناک اوت در راند ۸، قهرمان آینده سبک‌وزن جهان و IBHOF هارولد جانسون (به انگلیسی: Harold Johnson)، باب سیکز (به انگلیسی: Bob Sikes) با ناک اوت در راند ۳ و فیل ماسکاتو (به انگلیسی: Phil Muscato) با رای داوران و باخت به کلینتون بیکن (به انگلیسی: Clinton Bacon) با رد صلاحیت در راند ۶.
طبق استانداردهای مور، ۱۹۵۰ برای او سال تعطیل بود. او فقط دو مبارزه داشت و در هر دو برنده شد، از جمله پیروزی در مسابقه برگشت با تصمیم در راند ۱۰ با لیدل.
در سال ۱۹۵۱، مور ۱۸ بار بوکس کرد که ۱۶ مسابقه را برنده شد، ۱ مسابقه را باخت و ۱ مسابقه را بدون نتیجه کرد. او به تور آرژانتین رفت و در آنجا در ۷ مسابقه شرکت کرد، ۶ شش برد و ۱ تساوی. در بین این ۷ مبارزه، او فرصتی برای سفر به مونته ویدئو، اروگوئه پیدا کرد، جایی که ویسنته کویروز را با نتیجه ناک اوت در راند ۶ منهدم کرد. او جیمی جی بیوینس را در راند ۹ با نتیجه ناک اوت در هم کوبید و دو مسابقه را با هارولد جانسون تقسیم کرد (مسابقه اول باخت، مسابقه دوم برد).

## قهرمان نیمه سنگین‌وزن جهان

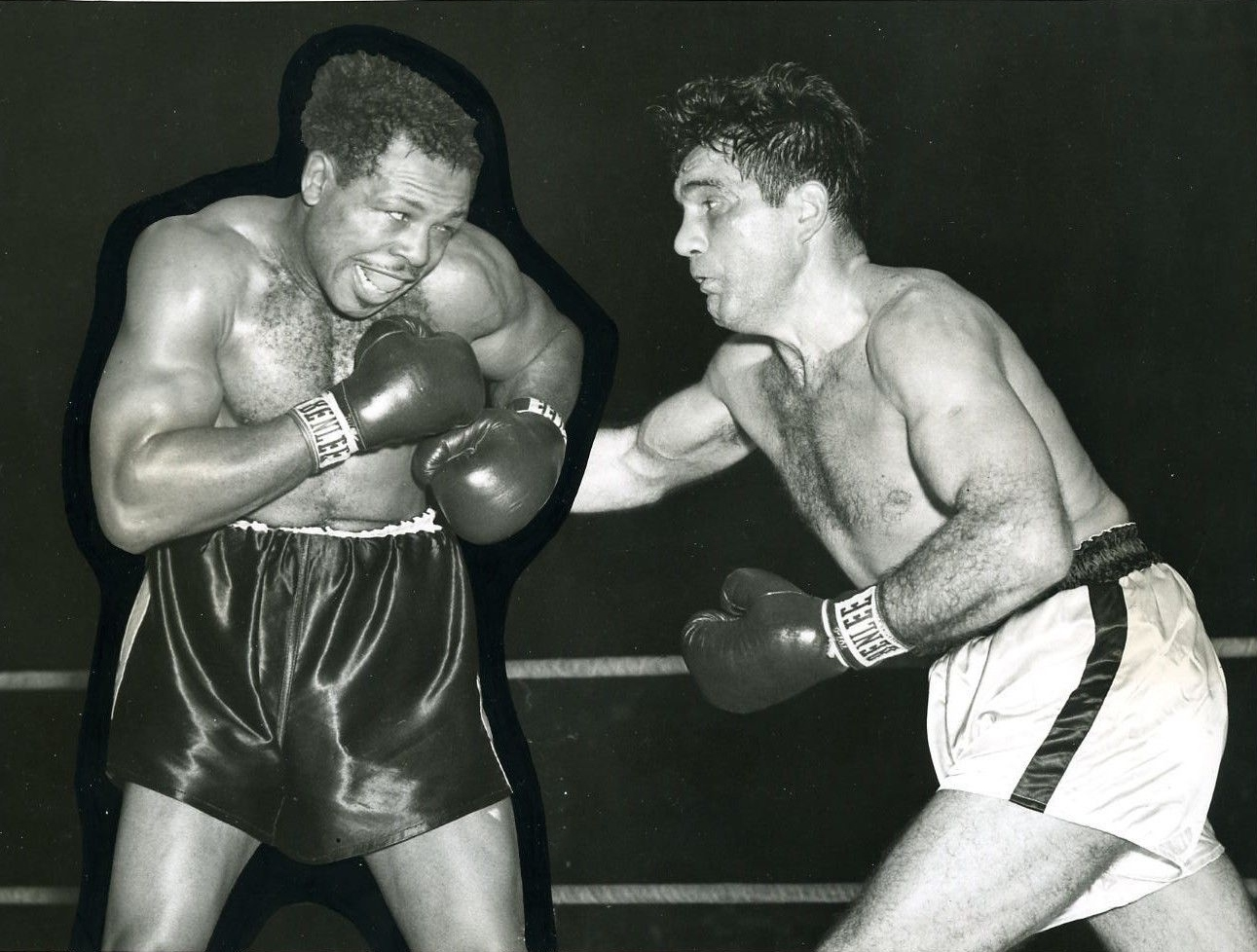
Archie Moore vs. Joey Maxim in December 1952

سال ۱۹۵۲ یکی از مهم‌ترین سالهای زندگی مور بود. پس از ضرب و شتم جانسون، مدعیان سنگین‌وزن جیمی اسلید، باب دانلوپ، کلارنس هنری و کلینتون بیکن در وزن سبک‌وزن (در یک مسابقه از چهار مسابقه حذف شدند)، سرانجام به مور فرصتی داده شد که در سن ۳۶ سالگی برای کسب عنوان قهرمان نیمه سنگین‌وزن جهان افتخار آینده IBHOF، جوی ماکسیم (به انگلیسی: Joey Maxim) قرار بگیرد.
ماکسیم به تازگی در ۱۴ راند با ناک اوت فنی، شوگر ری رابینسون بینظیر را شکست داده بود و رابینسون را به گوشه رینگ انداخته بود. در برابر ماکسیم، مور ضربات راست قدرتمند خود را پیاپی بر سر و صورت ماکسیم فرود آورد و چندین بار به وی صدمه زد و در نهایت پس از پانزده راند او را به زانو درآورد. آرچی مور خستگی ناپذیر، بعد از شانزده سال طولانی، سرانجام به آرزوی خود رسیده بود.
با این حال او از گود دور نبود. سال بعد، مور تمام ۹ مسابقه خود از برنده شد، منجمله پیروزی ۱۰ بر صفر و بدون عنوان در برابر مدعی سنگین‌وزن نینو والدز کوبایی و برای حفظ کمربند در بازی برگشت ۱۵ راندی در برابر ماکسیم پیروز شد. او قبل از پایان سال دو مسابقه دیگر در آرژانتین انجام داد.

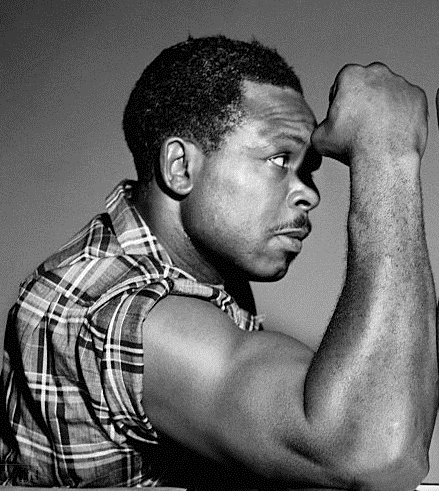
Archie Moore in 1954

در سال ۱۹۵۴، او تنها چهار نبرد داشت و عنوان قهرمانی را در ۳ مبارزه در مقابل ماکسیم حفظ کرد، که در یکی از آنها ۱۵ راند را پشت سر گذاشت و در دیگری در مقابل جانسون، که او را در راند ۱۴ ناک اوت کرد. او همچنین باب بیکر از عنوانهای رده بالای دسته سنگین‌وزن را شکست داد.
در سال ۱۹۵۵، مور دوباره والدز را شکست داد. کاری که کسی تا بدان زمان موفق به انجام آن نشده بود. سپس یک مدعی سنگین‌وزن بنام باب اولسون (به انگلیسی: Bobo Olson)، قهرمان میان وزن جهان و عضو آینده تالار مشاهیر جهان که قرار بود در برابر جوی ماکسیم قرار بگیرد را با ناک اوت در راند سوم به زانو درآورد.
"مانگوس"، در مسابقات قهرمانی سنگین‌وزن جهان دو مصدومیت ترک خوردگی پیدا کرد. در ۲۱ سپتامبر ۱۹۵۵، مور در ورزشگاه یانکی نیویورک با قهرمان آینده تالار مشاهیر، روکی مارچیانو روبرو شد. در این نبرد بود که آرچی به بستن کمربند قهرمانی نزدیکتر شد. یک ضربه راست غافلگیر کننده مور در راند دوم، مارچیانو را برای دومین و آخرین بار در طول مدت بوکس خود به زمین زد، ضربه ای که تماشاگران این نبرد افسانه ای فراموش نکردند، اما همچنین باعث ایجاد بحث و جدال در نحوه داوری این ماسبقه شد. در سال‌های بعد، مور بخش عمده ای از داوری هری کسلر را از لحظات حساس سابقه بدست آورد. نیم دهه بعد، در زندگی‌نامه زندگانی آرچی، او به تفصیل عمل داور را توصیف می‌کند، که چگونه بعد از اینکه راکی در "راند ۲" بعد از ضربه که خورده به پا خواست، و کسلر با مداخله و ایجاد وقفه در شمارش داور و طرح این مسئله که با استناد به مسابقات قهرمانی(۱۹۵۵) شمارش اجباری نیست و …، " کسلر … دستکش راکی را با دقت پاک کرد و چند ثانیه دیگر به او داد … که ممکن است به راکی کمک کند سر خود را پاک کند. " مور اذعان می‌کند که به اندازه کافی از دخالت داور عصبانی است. به نظر می‌رسد که این نارضایتی نسبت به داور کسلر جذابتر شده است. در زمان مصاحبه ضبط شده با پیتر هلر، در اکتبر سال ۱۹۷۰، آرچی این حرف را برای گفتن داشت: "(کسلر) هیچ کاری به داوری آن مسابقه نداشت زیرا او خیلی هیجان انگیز بود. او نمی‌دانست چه باید بکند … او دستکش‌های مارچیانو را گرفت و شروع به پاک کردن دستکش‌های مارچیانو کرد و به بالای شانه نگاه کرد … من هرگز آن را فراموش نخواهم کرد. که به ضرر من برای کسب عنوان سنگین وزن تمام شد."
اما این کینه متقابل نبود. در زندگی‌نامه خود، هری کسلر واقعاً با هیجان بسیار خوبی از ماریچیانو-مور روایت می‌کند، که اغلب در نشانه گذاری‌های خود از علامت تعجب استفاده می‌کرد، تا آنجا که به عنوان مقایسه مستقیماً به قضاوت دانیبروک بین جک دمپسی و لوئیس فیرپو انجام می‌شود. با این حال، مأیوس است و بیشتر فصل کتاب را با جملاتی ستایش گونه تمجید از مور می‌گذراند از قبیل: هیچ‌کس تا به حال شجاعت آرچی مور را زیر سؤال نبرد و …".
بررسی اصلی، دوربین‌ها و فیلم‌های پخش نشده از سال ۱۹۵۵، هیچ مشکلی در درگیری داور نشان نمی‌دهد. مارسیانو در «رانددو» بلند می‌شود، اما صدای آل برل، که شمارش ناک اوت را بر عهده داشت، تا «چهار» ادامه می‌دهد. در هماهنگی با توضیحات بیشتر آرچی در سال ۱۹۶۰، مارچیانو به طناب‌ها منتقل شده و آرنج استراحت می‌کند. مور قبلاً به سمت او حرکت می‌کند. کسلر سریع روی صفحه نمایش چشمک می‌زند، سپس دوباره دور می‌شود، انگار که قصد جدا کردن طرفین را داشته است. او عمود بر سینه مارسیانو است و دست راست او به سرعت در نزدیکی دستکش چپ راکی تکان می‌خورد. کسلر به محض ورود به قاب تصویر، بدون اینکه دستکش مارچیانو را پاک کند، بر می‌گردد و مسابقه از سر گرفته می‌شود. شرایط مارسیانو بهتر می‌شود و پنج بار به مور حمله کرده و ضرباتی وارد می‌کند و سرانجام او را در راند نهم شکست می‌دهد تا کمربند قهرمانی را حفظ کند. این ششمین مبارزه دفاعی و آخرین عنوان مارچیانو قبل از بازنشستگی اش در سال ۱۹۵۶ بود.
بعدها، راکی مارچیانو آرچی مور را به عنوان «سخت‌ترین مرد جهان» توصیف کرد.

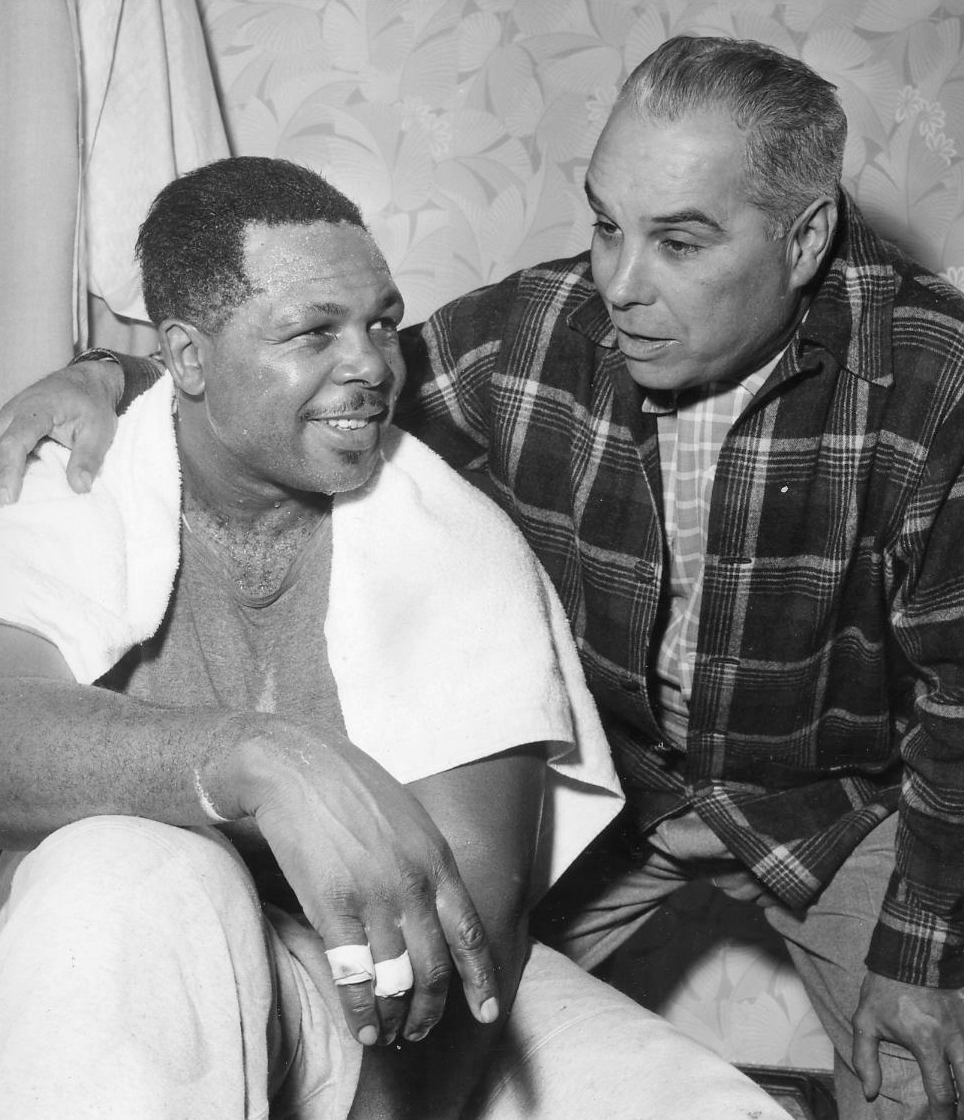
آرچی مور و اونیکس روج در سال ۱۹۵۶

در سال ۱۹۵۶، مور بیشتر به عنوان سنگین‌وزن جنگید اما عنوان نیمه سنگین خود را در لندن با ناک اوت یولاند پومپه در راند ۱۰ حفظ کرد. او قبل از به چالش کشیدن مجدد برای مسابقات جهانی سنگین‌وزن، ۱۱ مسابقه را پشت سر هم برنده شد. این عنوان توسط مارچیانو خالی مانده بود، اما مور با ناک اوت مقابل فلوید پترسون (به انگلیسی: Floyd Patterson) مسابقه را باخت (پترسون، که هنوز هم یکی از مشاهیر تالار است، تاریخش را در آن شب رقم زد و در سن ۲۱ سالگی به جوانترین قهرمان سنگین‌وزن جهان تبدیل شد. رکوردی که وی تا سال ۱۹۸۶ حفظ کرد).
مور ۶ دوره برد از مسابقات خود را در طول سال ۱۹۵۷ بدست آورد. در میان این بردها، غلبه بر هانس کالبفل (به انگلیسی: Hans Kalbfell) حریف سنگین‌وزن در ۱۰ راند آسان در آلمان، ناک اوت تونی آنتونی (به انگلیسی: Tony Anthony) در راند هفتم برای حفظ عنوان نیمه سنگین، یک مسابقه یکطرفه ۱۰ راندی مقابل مدعی عنوان نیمه سنگین ادی کوتون در یک مسابقه بدون عنوان و ناک اوت مدعی برتر وزن سنگین‌وزن آینده راجر ریشر (به انگلیسی: Roger Rischer) در راند ۴ یک مسابقه ۱۰ راندی.
در سال ۱۹۵۸، مور ۱۰ مبارزه داشت که با ۹ برد و ۱ تساوی انجام گرفت. نبرد او با یوان دورل خصوصاً جالب توجه بود: دفاع از عنوان قهرمانی نیمه سنگین‌وزن خود در مونترال، کانادا، او سه بار در راند اول افتاد و یک بار دیگر در راند پنجم، اما بعد از آن در راند ۱۰ جلو افتاد و با ناک اوت کردن دورل در راند ۱۱ پیروز شد.
سال ۱۹۵۹، آخرین سال بدون مدعی وی به عنوان قهرمان بود، اتفاقی نادر و کم سابقه. در دو مبارزه خود، استرلینگ دیویس را با ناک اوت در راند سوم، سپس دوباره دورل، با ناک اوت در راند سوم، مجدداً عنوان قهرمانی نیمه سنگین جهان را حفظ کرد.
در سال ۱۹۶۰، مور از عنوان قهرمانی نیمه سنگین‌وزن خود توسط انجمن ملی بوکس (NBA) محروم شد، اما همچنان توسط بیشتر مراجع مهم بوکس از جمله کمیسیون ورزشی ایالت نیویورک و مجله معتر رینگ شناخته می‌شود. مور سه مسابقه از چهار مسابقه خود در سال ۱۹۶۰ را پیروز شد، که یکی از آنها غلبه بر بادی تورمن (Buddy Turman) در دالاس بود و تنها باخت او مسابقه ۱۰ راندی مقابل جولیو رینالدی (به ایتالیایی: Giulio Rinaldi) در رم.
مور در سال ۱۹۶۱ در مانیل، فیلیپین، قبل از آخرین مبارزه اش برای دفاع از عنوان قهرمانی نیمه سنگین‌وزن جهان، دوباره بادی تورمن را شکست داد. برای حفظ کمربند قهرمانی جولیو رینالدی را طی ۱۵ راند به سختی ضرب و شتم کرد. در آخرین نبرد خود در آن سال، او بار دیگر وارد رقابتهای قهرمانی سنگین‌وزن شد و با پیت ریدمچر (انگلیسی: Pete Rademacher)، مردی که در اوایل کار خود با تبدیل شدن به «اولین مردی که در اولین دوره حرفه ای خود، برای کسب عنوان جهانی، مدعی آن عنوان را به چالش کشیده بود» تاریخ را رقم زده بود، ملاقات کرد (زمانی که مور با نتیجه ناک اوت در راند ششم به پاترسون باخت). مور با ضربات شدیدی موفق به ناک اوت ریدمچر در راند نهم شد.
در سال ۱۹۶۲، بقیه کمیسیون‌های بوکس که همچنان به عنوان قهرمان نیمه سنگین‌وزن جهان از مور حمایت می‌کردند، شناخت خود را پس گرفتند. وی از آن پس به‌طور انحصاری به عنوان سنگین‌وزن نامیده شد و آلخاندرو لاورانته (Alejandro Lavorante) را در راند ۱۰ ناک اوت و هوارد کینگ (Howard King) را با ناک اوت در راند اول در تیخووانای مکزیک شکست داد. وی سپس در یک دوره مسابقه در رده سنگین‌وزن، ویلی پاسترانو (Willie Pastrano) قهرمان آینده نیمه سنگین‌وزن جهان را در ۱۰ راند شکست داد. در پوسترهای تبلیغاتی مبارزه، مور به عنوان «قهرمان نیمه سنگین‌وزن جهان» اعلام شد. این دوره از مسابقات در کالیفرنیا اتفاق افتاد، که در هنگام انجام مسابقه مور-پاسترانو، هنوز عنوان قهرمانی نیمه سنگین‌وزن جهان از مور پس گرفته نشده بود. در زمان برگزاری این مسابقه، کمیسیون کالیفرنیا، مانند نیویورک، ماساچوست، مجله EBU و رینگ، هارولد جانسون (Harold Johnson) را که ۱۶ روز زودتر داگ جونز را شکست داده بود، به عنوان قهرمان نیمه سنگین‌وزن معرفی کرده بود. جانسون از ۷ فوریه ۱۹۶۱ به عنوان قهرمان ان بی ای (WBA) اعلام شده بود.
سپس، در آخرین مبارزه ثبت شده خود، مور با یک چهره جدید جوان در رده سنگین‌وزن جوان ساکن خارج از لوئیزویل، به نام کاسیوس کلی (محمد علی کلی) رو در رو شد. مور مدتی مربی کلی بود، اما کلی به دلیل تلاش مور برای تغییر سبک و اصرار وی مبنی بر نظافت و کمک به تمیز کردن کف سالن‌ها و طبقات باشگاه، ناراضی شد و مور را ترک کرد.
در روزهای قبل از مبارزه مور و محمد علی کلی، کلی به پیش‌بینی کرده بود که «آرچی مور … در راند چهارم بیفتد.» مور پاسخ داده که او ضربه جدیدی (بعنوان جواب) برای مسابقه تدارک دیدن: دوختن لب‌ها (سکوت)، (اصطلاحاً تا پایان مسابقه و اعلام نتیجه، اظهار فضل نکن).
با این وجود، همان‌طور که کلی پیش‌بینی کرد، مور طی چهار راند ناک اوت و مغلوب کلی شد.
مور تنها مردی است که با دو اسطوره بوکس جهان یعنی راکی مارچیانو و محمد علی کلی مبارزه کرده است.
پس از یک مبارزه دیگر در سال ۱۹۶۳، با پیروزی طی ناک اوت در راند سوم مقابل مایکل دی بیاز (Michael DiBiase) در فونیکس، مور بازنشستگی خود را از بوکس اعلام کرد، با یک نتیجه خوب.

## بازنشستگی نهایی

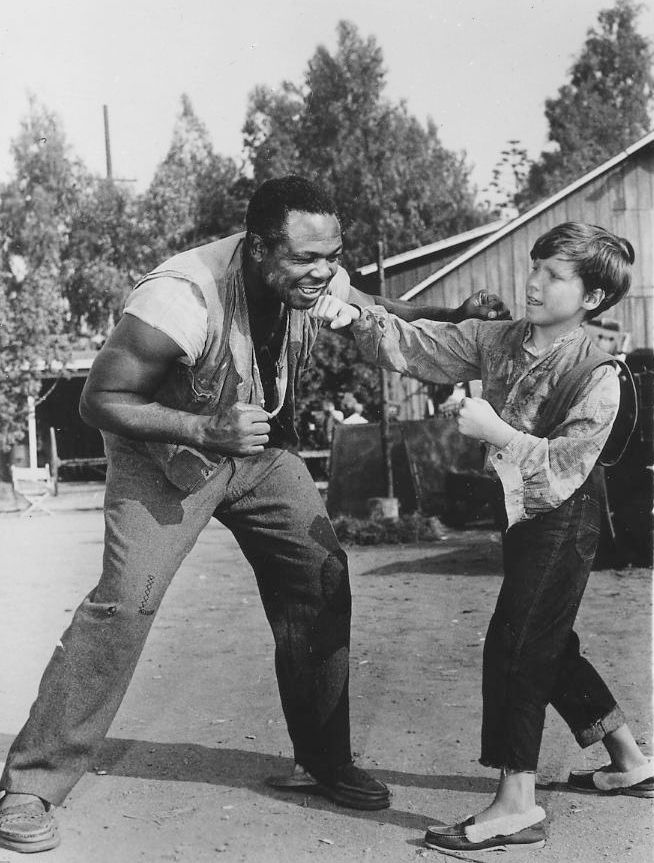
آرچی مور و ادی هاجس در ماجراهای هکلبری فین (۱۹۶۰)

علیرغم بازنشستگی، مور نتوانست از کانون توجه خود فرار کند، او جوایز و فداکاری‌های زیادی دریافت کرد. در سال ۱۹۶۵ به او کلید شهر سن دیگو، کالیفرنیا داده شد. در سال ۱۹۷۰، توسط مجله Listen Magazine به عنوان «مرد سال» نامگذاری شد و کلید شهر سند پوینت در اوهایو را دریافت کرد.
وی در سال ۱۹۸۵ به عضویت تالار مشاهیر بوکس شهر سنت لوئیس انتخاب شد و در سال ۱۹۸۸ جایزه یادبود راکی مارچیانو را در شهر نیویورک دریافت کرد. در سال ۱۹۹۰، وی به عضویت در تالار بین‌المللی مشاهیر بوکس در کاناستوتا، نیویورک درآمد. نیویورک، یکی از اعضای اصلی آن نهاد است.
به عنوان بوکسوری با سن بالا که به عنوان قهرمان میان وزن جهان دست یافته است، اعتقاد بر این است که او تنها بوکسوری بود که در دوره‌های جو لوئیز، راکی مارچیانو و محمد علی بوکس حرفه ای بوکس کرد. وی یکی از بوکسورهایی است که با یک کارنامه سنگین و درخشان، حرفه بوکس اش چهار دهه به طول انجامید و با رکورد نهایی ۱۸۵ برد، ۲۳ باخت، ۱۱ تساوی و ۱ مسابقه بدون نتیجه، با ۱۳۱ ناک اوت رسمی بازنشسته شد.
با این حال، حداقل سه بار از ۱۳۱ ناک اوت مور در مسابقاتی کم‌اهمیت به مصاف کشتی گیران حرفه ای رفت: «پروفسور» روی شیر در ۱۹۵۶، استرلینگ دیویس در ۱۹۵۹ و مایک دی بیاز در سال ۱۹۶۳ (۱۳۱ مین و آخرین ناک اوت). هر سه مسابقه رسماً به عنوان ناک اوت فنی در راند سوم ذکر شده است. دومین تعداد ناک اوت در تاریخ بوکس، ۱۲۸ عدد است که متعلق به سام لانگفورد است.
در دهه ۱۹۶۰ او سازمانی به نام (Any Boy Can) را تأسیس کرد، که بوکس را به جوانان محروم در منطقه سن دیگو آموزش می‌داد. در سال ۱۹۷۴ وی به مربیگری جورج فورمن بوکسور سنگین‌وزن کمک کرد که منجر به اعطاء لقب مشهور «رامبل در جنگل» (Rumble in the Jungle) و کسب عنوان قهرمانی در برابر محمد علی کلی در کشور زئیر شد. وی در سال ۱۹۷۶ به عنوان دستیار مربی تیم بوکس المپیک نیجریه خدمت کرد. وی که درگیر در تلاش فعالانه برای آموزش کودکان در مورد خطرات سوء مصرف مواد مخدر بود، در دهه ۱۹۸۰ به عنوان مربی بوکس جوانان در وزارت مسکن و شهرسازی دولت فدرال فعالیت کرد، که عمدتاً به گتوهایی (محله یهودیان) در سن دیگو و لس آنجلس اختصاص یافته بود. وی به خبرنگار گفت: «من سعی می‌کنم هنرهایی را که می‌شناسم انتقال دهم: خود کنترلی، اعتماد به نفس، دفاع از خود». در اوایل دهه ۱۹۹۰ او دوباره به عنوان مربی برای جورج فورمن کار کرد.

## حرفه بازیگری
در سال ۱۹۶۰، مور در فیلم ماجراهای هاکلبری فین به کارگردانی مایکل کورتیز اقتباسی سینمایی از رمان مارک تواین در نقش «جیم» برده فراری، در مقابل ادی هاجز در نقش «هاک» ظاهر شد. مور به خاطر تصویر دلسوزانه او از «جیم»، نقدهای مثبت را بدست آورد، برخی از هنوز معتقدند که کماکان بهترین بازی در نقش «جو» در تاریخ سینماست.
مور تصمیم نگرفت که یک حرفه را عنوان بازیگر تمام وقت دنبال کند، اما در دهه ۱۹۶۰ فیلم‌هایی از قبیل «تازه‌به‌دوران‌رسیده‌ها» (انگلیسی: The Carpetbaggers)، «مرد حلق آویز شده» (انگلیسی: The Hanged Man)، «شیرینی ثروت» (به انگلیسی: The Fortune Cookie) و در تلویزیون در قسمت‌هایی از سریالها ظاهر شد. امور خانوادگی، پری میسون، واگن قطار، گزارشگر، بتمن (انگلیسی: Batman) (قسمت ۳۵) و سریال یک «زندگی برای زیستن». او همچنین در فیلم تلویزیونی منتقدان منتقدان من «چارلی شیرین» ظاهر شد. نمایشهای بعدی او فیلم جرم جنایی پوشاک، فیلم گذرگاه بریکهارت در نقش سرآشپز در کنار چارلز برانسون و فیلم مجازات ۲ در نقش خودش به همراه لئون ایزاک کندی و مستر تی بود.

## زندگی شخصی

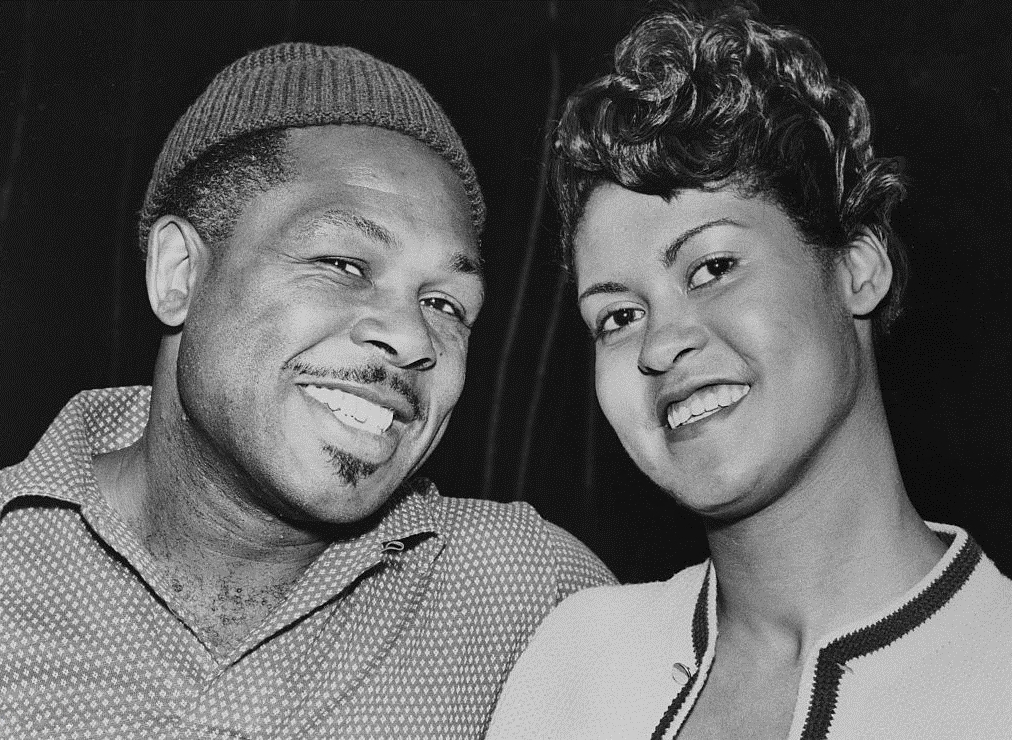
آرچی مور جوآن هاردی در سال ۱۹۵۶

آرچی مور سه دختر داشت به نام‌های رینا، جی ماری و الیزابت مور استامپ و چهار پسر به نام‌های آرچی جونیور، هاردی، آنتونی و دی آنژلو. ازدواج آرچی مور و الیزابت تورتون به تولد آرچی جونیور و الیزابت منجر شد. ازدواج دومش در سال ۱۹۵۶ با جوآن هاردی بود و با او صاحب ۵ فرزند شد: رینا، جی ماری، هاردی، آنتونی و دی آنژلو. آنها تا زمان مرگ وی در سال ۱۹۹۸ ازدواج کرده بودند.
مور بعدها در زندگی به «کلیسای ادونتیست‌های روز هفتم» (به انگلیسی: Seventh-day Adventist Church) پیوست.
در سال ۱۹۹۷، J'Marie مور دختر اول یک قهرمان بوکس معروف به خودش تبدیل شدن به یک قهرمان بوکس حرفه ای تبدیل شد.

## مرگ
آرچی مور در ۹ دسامبر ۱۹۹۸، چهار روز قبل از تولد ۸۲ سالگی‌اش، در اثر نارسایی قلبی درگذشت. جسد او سوزانده شد و خاکسترش در مقبره ای مخصوص در گورستان سن دیگو گذاشته شد.

## فیلم‌شناسی
| سال  | عنوان                | نقش        | شرح                 |
| ---- | -------------------- | ---------- | ------------------- |
| ۱۹۶۰ | ماجراهای هاکلبری فین | جیم        |                     |
| ۱۹۶۴ | تازه‌به‌دوران‌رسیده‌ها   | جددیا      |                     |
| ۱۹۶۴ | مرد حلق آویز شده     | خاویر      | فیلم تلویزیونی      |
| ۱۹۶۶ | شیرینی ثروت          | آقای جکسون |                     |
| ۱۹۷۰ | چارلی شیرین من       |            | فیلم تلویزیونی      |
| ۱۹۷۳ | پوشاک                | پاکارد     |                     |
| ۱۹۷۵ | گذرگاه بریکهارت      | کارلوس     | (آخرین نقش سینمایی) |

## افتخارات
- در سال ۱۹۶۵، مور نیز توسط مشاهیر قهرمانان سن دیگو به تالار مشاهیر بریتبارد (Breitbard) وارد شد.
- در سال ۱۹۸۰، او به عضویت تالار بوکسورهای مشهور جهان نائل گردید.
- در سال ۱۹۹۰، او به عضویت تالار مشاهیر بین‌المللی بوکس نائل گردید.
- در سال ۲۰۰۲، نام آرچی مور وارد پیاده‌روی مشاهیر سنت لوئیس شد.
- در سال ۲۰۰۶، مور به عضویت تالار مشاهیر بوکس کالیفرنیا نائل گردید.
- مجله رینگ نام مور را رتبه ۴ لیست «بهترین مشت‌های تمام دوران» خود در سال ۲۰۰۳، و رتبه ۱۴ را در لیست «۸۰ بهترین مبارز ۸۰ سال گذشته» قرار داد.
- مور در سال ۲۰۰۵ توسط سازمان بین‌المللی تحقیقات بوکس در رتبه نخست «بوکسور نیمه سنگین همه دوران» قرار گرفت.
- مور در سال ۱۹۹۹ از طرف آسوشیتدپرس به عنوان قهرمان شماره ۱ نیمه سنگین‌وزن قرن بیستم معرفی شد.
- مور به عنوان ۶مین «بوکسور(pound for pound fighter)همه دوران» توسط بوکس رک (Boxrec) رتبه‌بندی شده است (این اصطلاع به بوکسوری گفته می‌شود که در رده بالاتر از رده وزنی خود مبارزه کند).

## کارنامه بوکس حرفه ای
| 185 Wins (131 knockouts, 54 decisions), 23 Losses (7 knockouts, 16 decisions), 10 Draws, 1 No Decision |          |                                    |      |         |            |                                                 | |
| نتیجه.                                                                                                 | رکورد    | حریف                               | نوع  | راند    | تاریخ      | محل مسابقه                                      | توضیح |
| Win | 184–23–9 | مایکل دی بیز                       | TKO  | 3 (10)  | ۱۵/۰۳/۱۹۶۳ | Phoenix, Arizona, United States                 | |
| Loss                                                                                                   | 183–23–9 | محمد علی کلی                       | KO   | 4 (10)  | ۱۵/۱۱/۱۹۶۲ | Los Angeles, California, United States          | See Cassius Clay vs. Archie Moore. |
| مساویDraw                                                                                              | 183–22–9 | ویلی پاسترانو                      | Draw | ۱۰      | ۲۸/۰۵/۱۹۶۲ | Los Angeles, California, United States          | |
| Win | 183–22–8 | هوارد کینگ                         | KO   | 1 (10)  | ۰۷/۰۵/۱۹۶۲ | Tijuana, Baja California, Mexico                | |
| Win | 182–22–8 | آلخاندرو لاورانته                  | TKO  | ۱0 (10) | ۳۰/۰۳/۱۹۶۲ | Los Angeles, California, United States          | Lavorante carried out on a stretcher. |
| Win | 181–22–8 | پیت رادماکر                        | TKO  | 6 (10)  | ۲۳/۱۰/۱۹۶۱ | Baltimore, Maryland, United States              | |
| Win | 180–22–8 | گوئیلو رینالدی                     | UD   | ۱۵      | ۱۰/۰۶/۱۹۶۱ | New York, New York, United States               | Retained The Ring and lineal light heavyweight titles |
| Win | 179–22–8 | بادی تورمن                         | UD   | ۱۰      | ۲۵/۰۳/۱۹۶۱ | Quezon City, Metro Manila, Philippines          | |
| Win | 178–22–8 | بادی تورمن                         | UD   | ۱۰      | ۲۸/۱۱/۱۹۶۰ | Dallas, Texas, United States                    | |
| Loss                                                                                                   | 177–22–8 | گوئیلو رینالدی                     | PTS  | ۱۰      | ۲۹/۱۰/۱۹۶۰ | Rome, Lazio, Italy                              | |
| Win | 177–21–8 | George Abinet                      | RTD  | 3 (10)  | ۱۳/۰۹/۱۹۶۰ | Dallas, Texas, United States                    | |
| Win | 176–21–8 | ویلی بسمانوف                       | TKO  | ۱0 (15) | ۲۵/۰۵/۱۹۶۰ | Indianapolis, Indiana, United States            | Won American Heavyweight Title |
| Win | 175–21–8 | یوون دورلو                         | KO   | 3 (15)  | ۱۲/۰۸/۱۹۵۹ | Montreal, Quebec, Canada                        | Retained The Ring and lineal light heavyweight titles |
| Win | 174–21–8 | Sterling Davis                     | TKO  | 3 (10)  | ۰۹/۰۳/۱۹۵۹ | Odessa, Texas, United States                    | |
| Win | 173–21–8 | یوون دورلو                         | KO   | ۱1 (15) | ۱۰/۱۲/۱۹۵۸ | Montreal, Quebec, Canada                        | Retained The Ring and lineal light heavyweight titles |
| مساویDraw                                                                                              | 172–21–8 | هوارد کینگ                         | Draw | ۱۰      | ۰۴/۰۸/۱۹۵۸ | Reno, Nevada, United States                     | |
| Win | 172–21–7 | هوارد کینگ                         | PTS  | ۱۰      | ۰۹/۰۶/۱۹۵۸ | Sacramento, California, United States           | |
| Win | 171–21–7 | Charley Norkus                     | UD   | ۱۰      | ۲۶/۰۵/۱۹۵۸ | San Francisco, California, United States        | |
| Win | 170–21–7 | هوارد کینگ                         | PTS  | ۱۰      | ۱۷/۰۵/۱۹۵۸ | San Diego, California, United States            | |
| Win | 169–21–7 | ویلی بسمانوف                       | SD   | ۱۰      | ۰۲/۰۵/۱۹۵۸ | Louisville, Kentucky, United States             | |
| Win | 168–21–7 | Bob Albright                       | TKO  | 7 (10)  | ۱۰/۰۳/۱۹۵۸ | Vancouver, British Columbia, Canada             | |
| Win | 167–21–7 | Bert Whitehurst                    | TKO  | ۱0 (10) | ۰۴/۰۳/۱۹۵۸ | San Bernardino, California, United States       | |
| Win | 166–21–7 | Julio Neves                        | KO   | 3 (10)  | ۰۱/۰۲/۱۹۵۸ | Rio de Janeiro, Distrito Federal, Brazil        | |
| Win | 165–21–7 | Luis Ignacio                       | PTS  | ۱۰      | ۱۸/۰۱/۱۹۵۸ | São Paulo, São Paulo, Brazil                    | |
| Win | 164–21–7 | Roger Rischer                      | KO   | 4 (10)  | ۲۹/۱۱/۱۹۵۷ | Portland, Oregon, United States                 | |
| Win | 163–21–7 | Eddie Cotton                       | PTS  | ۱۰      | ۰۵/۱۱/۱۹۵۸ | Seattle, Washington, United States              | |
| Win | 162–21–7 | Ralph Hooker                       | TKO  | 5 (10)  | ۳۱/۱۰/۱۹۵۷ | Vancouver, British Columbia, Canada             | |
| Win | 161–21–7 | Tony Anthony                       | KO   | 7 (15)  | ۲۰/۰۹/۱۹۵۷ | Los Angeles, California, United States          | Retained The Ring and lineal light heavyweight titles |
| Win | 160–21–7 | Alain Cherville                    | TKO  | 6 (10)  | ۰۲/۰۶/۱۹۵۷ | Stuttgart, Baden-Württemberg, Germany           | |
| Win | 159–21–7 | Alain Cherville                    | UD   | ۱۰      | ۰۱/۰۵/۱۹۵۷ | Essen, Nordrhein-Westfalen, Germany             | |
| Loss                                                                                                   | 158–21–7 | Floyd Patterson                    | KO   | 5 (15)  | ۳۰/۱۱/۱۹۵۶ | Chicago, Illinois, United States                | For vacant The Ring and lineal heavyweight titles |
| Win | 158–20–7 | Roy Shire                          | TKO  | 3 (10)  | ۰۸/۰۹/۱۹۵۶ | Ogden, Utah, United States                      | |
| Win | 157–20–7 | James J Parker                     | TKO  | 9 (15)  | ۲۵/۰۷/۱۹۵۶ | Toronto, Ontario, Canada                        | |
| Win | 156–20–7 | Yolande Pompey                     | TKO  | ۱0 (15) | ۰۵/۰۶/۱۹۵۶ | Harringay, London, United Kingdom               | Retained The Ring and lineal light heavyweight titles |
| Win | 155–20–7 | Gene Thompson                      | TKO  | 3 (10)  | ۳۰/۰۴/۱۹۵۶ | Tucson, Arizona, United States                  | |
| Win | 154–20–7 | Sonny Andrews                      | KO   | 4 (10)  | ۲۶/۰۴/۱۹۵۶ | Edmonton, Alberta, Canada                       | |
| Win | 153–20–7 | George Parmentier                  | TKO  | 3 (10)  | ۱۶/۰۴/۱۹۵۶ | Seattle, Washington, United States              | |
| Win | 152–20–7 | Willie Bean                        | TKO  | 5 (10)  | ۱۰/۰۴/۱۹۵۶ | Richmond, California, United States             | |
| Win | 151–20–7 | هوارد کینگ                         | PTS  | ۱۰      | ۲۷/۰۳/۱۹۵۶ | Sacramento, California, United States           | |
| Win | 150–20–7 | Frankie Daniels                    | UD   | ۱۰      | ۱۷/۰۳/۱۹۵۶ | Hollywood, California, United States            | |
| Win | 149–20–7 | Bob Dunlap                         | KO   | 1 (10)  | ۲۷/۰۲/۱۹۵۶ | San Diego, California, United States            | |
| Win | 148–20–7 | هاوارد کینگ (بوکسور)               | PTS  | ۱۰      | ۲۰/۰۲/۱۹۵۶ | San Francisco, California, United States        | |
| Loss                                                                                                   | 147–20–7 | راکی مارسیانو                      | KO   | 9 (15)  | ۲۱/۰۹/۱۹۵۵ | Bronx, New York, United States                  | For The Ring and lineal heavyweight titles |
| Win | 147–19–7 | باب اولسون                         | KO   | 3 (15)  | ۲۲/۰۶/۱۹۵۵ | New York, New York, United States               | Retained The Ring and lineal light heavyweight titles |
| Win | 146–19–7 | Nino Valdes                        | PTS  | ۱۵      | ۰۲/۰۵/۱۹۵۵ | Las Vegas, Nevada, United States                | |
| Win | 145–19–7 | هارولد جانسون                      | TKO  | ۱4 (15) | ۱۱/۰۸/۱۹۵۴ | New York, New York, United States               | Retained The Ring and lineal light heavyweight titles |
| Win | 144–19–7 | Bert Whitehurst                    | TKO  | 6 (10)  | ۰۷/۰۶/۱۹۵۴ | New York, New York, United States               | |
| Win | 143–19–7 | Bob Baker                          | TKO  | 9 (10)  | ۰۹/۰۳/۱۹۵۴ | Miami Beach, Florida, United States             | |
| Win | 142–19–7 | جوی ماکسیم                         | UD   | ۱۵      | ۲۷/۰۱/۱۹۵۴ | Miami, Florida, United States                   | Retained The Ring and lineal light heavyweight titles |
| Win | 141–19–7 | Dogomar Martinez                   | PTS  | ۱۰      | ۱۲/۰۹/۱۹۵۳ | Buenos Aires, Distrito Federal, Argentina       | |
| Win | 140–19–7 | Rinaldo Ansaloni                   | TKO  | 4 (10)  | ۲۲/۰۸/۱۹۵۳ | Buenos Aires, Distrito Federal, Argentina       | |
| Win | 139–19–7 | جوی ماکسیم                         | UD   | ۱۵      | ۲۴/۰۶/۱۹۵۳ | Ogden, Utah, United States                      | Retained The Ring and lineal light heavyweight titles |
| Win | 138–19–7 | Frank Buford                       | TKO  | 9 (10)  | ۳۰/۰۳/۱۹۵۳ | San Diego, California, United States            | |
| Win | 137–19–7 | Al Spaulding                       | KO   | 3 (10)  | ۱۷/۰۳/۱۹۵۳ | Spokane, Washington, United States              | |
| Win | 136–19–7 | Nino Valdes                        | UD   | ۱۰      | ۱۱/۰۳/۱۹۵۳ | St. Louis, Missouri, United States              | |
| Win | 135–19–7 | Sonny Andrews                      | TKO  | 5 (10)  | ۰۳/۰۳/۱۹۵۳ | Sacramento, California, United States           | |
| Win | 134–19–7 | Leonard Dugan                      | TKO  | 8 (10)  | ۱۶/۰۲/۱۹۵۳ | San Francisco, California, United States        | |
| Win | 133–19–7 | Toxie Hall                         | KO   | 4 (10)  | ۲۷/۰۱/۱۹۵۳ | Toledo, Ohio, United States                     | |
| Win | 132–19–7 | جوی ماکسیم                         | UD   | ۱۵      | ۱۷/۱۲/۱۹۵۲ | St. Louis, Missouri, United States              | Won The Ring and lineal light heavyweight titles |
| Win | 131–19–7 | Clinton Bacon                      | TKO  | 4 (10)  | ۲۵/۰۷/۱۹۵۲ | Denver, Colorado, United States                 | |
| Win | 130–19–7 | Clarence Henry                     | UD   | ۱۰      | ۲۶/۰۶/۱۹۵۲ | Baltimore, Maryland, United States              | |
| Win | 129–19–7 | Bob Dunlap                         | KO   | 6 (10)  | ۱۹/۰۵/۱۹۵۲ | San Francisco, California, United States        | |
| Win | 128–19–7 | Jimmy Slade                        | UD   | ۱۰      | ۲۷/۰۲/۱۹۵۲ | St. Louis, Missouri, United States              | |
| Win | 127–19–7 | هارولد جانسون                      | UD   | ۱۰      | ۲۹/۰۱/۱۹۵۲ | Toledo, Ohio, United States                     | |
| Loss                                                                                                   | 126–19–7 | هارولد جانسون                      | UD   | ۱۰      | ۱۰/۱۲/۱۹۵۱ | Milwaukee, Wisconsin, United States             | |
| Win | 126–18–7 | Chubby Wright                      | TKO  | 7 (10)  | ۲۹/۱۰/۱۹۵۱ | St. Louis, Missouri, United States              | |
| Win | 125–18–7 | هارولد جانسون                      | UD   | ۱۰      | ۲۴/۰۹/۱۹۵۱ | Philadelphia, Pennsylvania, United States       | |
| Win | 124–18–7 | Embrel Davidson                    | KO   | 1 (10)  | ۰۵/۰۹/۱۹۵۱ | Detroit, Michigan, United States                | |
| Win | 123–18–7 | Alfredo Lagay                      | KO   | 3 (10)  | ۱۷/۰۸/۱۹۵۱ | Bahía Blanca, Buenos Aires, Argentina           | |
| Win | 122–18–7 | Rafael Miranda                     | TKO  | 4 (10)  | ۰۵/۰۸/۱۹۵۱ | Comodoro Rivadavia, Chubut, Argentina           | |
| Win | 121–18–7 | Americo Capitanelli                | KO   | 3 (10)  | ۲۸/۰۷/۱۹۵۱ | San Miguel de Tucumán, Tucumán, Argentina       | |
| Win | 120–18–7 | Victor Carabajal                   | KO   | 3 (12)  | ۲۶/۰۷/۱۹۵۱ | Cordoba, Cordoba, Argentina                     | |
| Win | 119–18–7 | Vicente Quiroz                     | RTD  | 6 (10)  | ۱۴/۰۷/۱۹۵۱ | Cine Boston, Montevideo, Uruguay                | |
| Win | 118–18–7 | سانتیاگو لوول                      | KO   | 1 (12)  | ۰۷/۰۷/۱۹۵۱ | Buenos Aires, Distrito Federal, Argentina       | |
| مساویDraw                                                                                              | 117–18–7 | Karel Sys                          | Draw | ۱۲      | ۲۳/۰۶/۱۹۵۱ | Buenos Aires, Distrito Federal, Argentina       | |
| Win | 117–18–6 | Abel Cestac                        | RTD  | 9 (12)  | ۰۹/۰۶/۱۹۵۱ | Buenos Aires, Distrito Federal, Argentina       | |
| Win | 116–18–6 | Art Henri                          | TKO  | 4 (10)  | ۱۴/۰۵/۱۹۵۱ | Baltimore, Maryland, United States              | |
| Win | 115–18–6 | Herman Harris                      | KO   | 4 (10)  | ۲۶/۰۴/۱۹۵۱ | Flint, Michigan, United States                  | |
| Win | 114–18–6 | Abel Cestac                        | UD   | ۱۰      | ۱۳/۰۳/۱۹۵۱ | Toledo, Ohio, United States                     | |
| Win | 113–18–6 | جیمی بیوینس                        | TKO  | 9 (10)  | ۲۱/۰۲/۱۹۵۱ | New York, New York, United States               | |
| Win | 112–18–6 | John Thomas                        | KO   | 1 (10)  | ۲۸/۰۱/۱۹۵۱ | Panama City, Panama                             | |
| Win | 111–18–6 | Billy Smith                        | TKO  | 8 (10)  | ۰۲/۰۱/۱۹۵۱ | Portland, Oregon, United States                 | |
| Win | 110–18–6 | Vernon Williams                    | KO   | 2 (10)  | ۳۱/۰۷/۱۹۵۰ | Chicago, Illinois, United States                | |
| Win | 109–18–6 | Bert Lytell                        | UD   | ۱۰      | ۳۱/۰۱/۱۹۵۰ | Toledo, Ohio, United States                     | |
| Win | 108–18–6 | Leonard Morrow                     | KO   | ۱0 (15) | ۱۳/۱۲/۱۹۴۹ | Toledo, Ohio, United States                     | |
| Win | 107–18–6 | Charley Williams                   | KO   | 8 (10)  | ۰۶/۱۲/۱۹۴۹ | Hartford, Connecticut, United States            | |
| Win | 106–18–6 | Phil Muscato                       | KO   | 6 (10)  | ۲۴/۱۰/۱۹۴۹ | Toledo, Ohio, United States                     | |
| Win | 105–18–6 | Bob Amos                           | PTS  | ۱۰      | ۰۴/۱۰/۱۹۴۹ | Toledo, Ohio, United States                     | |
| Win | 104–18–6 | Esco Greenwood                     | TKO  | 2 (10)  | ۲۹/۰۷/۱۹۴۹ | North Adams, Massachusetts, United States       | |
| Win | 103–18–6 | Bob Sikes                          | TKO  | 3 (10)  | ۲۷/۰۶/۱۹۴۹ | Indianapolis, Indiana, United States            | |
| Loss                                                                                                   | 102–18–6 | Clinton Bacon                      | DQ   | 6 (10)  | ۱۳/۰۶/۱۹۴۹ | Indianapolis, Indiana, United States            | |
| Win | 102–17–6 | هارولد جانسون                      | UD   | ۱۰      | ۲۶/۰۴/۱۹۴۹ | Philadelphia, Pennsylvania, United States       | |
| Win | 101–17–6 | جیمی بیوینس (بوکسور)               | KO   | 8 (10)  | ۱۱/۰۴/۱۹۴۹ | Toledo, Ohio, United States                     | |
| Win | 100–17–6 | Dusty Wilkerson                    | TKO  | 6 (10)  | ۲۳/۰۳/۱۹۴۹ | Philadelphia, Pennsylvania, United States       | |
| Win | 99–17–6  | Alabama Kid                        | KO   | 3 (10)  | ۰۴/۰۳/۱۹۴۹ | Columbus, Ohio, United States                   | |
| Win | 98–17–6  | باب ساترفیلد                       | KO   | 3 (10)  | ۳۱/۰۱/۱۹۴۹ | Toledo, Ohio, United States                     | |
| Win | 97–17–6  | Alabama Kid                        | KO   | 4 (10)  | ۱۰/۰۱/۱۹۴۹ | Toledo, Ohio, United States                     | |
| Win | 96–17–6  | چارلی ویلیامز                      | KO   | 7 (10)  | ۲۷/۱۲/۱۹۴۸ | Baltimore, Maryland, United States              | |
| Win | 95–17–6  | Bob Amos                           | UD   | ۱۰      | ۰۶/۱۲/۱۹۴۸ | Washington, District of Columbia, United States | |
| Win | 94–17–6  | Henry Hall                         | UD   | ۱۰      | ۱۵/۱۱/۱۹۴۸ | Baltimore, Maryland, United States              | |
| Loss                                                                                                   | 93–17–6  | Lloyd Gibson                       | DQ   | 4 (10)  | ۰۱/۱۱/۱۹۵۱ | Washington, District of Columbia, United States | |
| Loss                                                                                                   | 93–16–6  | Henry Hall                         | PTS  | ۱۰      | ۱۵/۱۰/۱۹۴۸ | New Orleans, Louisiana, United States           | |
| Win | 93–15–6  | Billy Smith                        | KO   | 4 (10)  | ۲۰/۰۹/۱۹۴۸ | Baltimore, Maryland, United States              | |
| Win | 92–15–6  | Ted Lowry                          | UD   | ۱۰      | ۰۲/۰۸/۱۹۴۸ | Baltimore, Maryland, United States              | |
| Win | 91–15–6  | Jimmy Bivins                       | MD   | ۱۰      | ۲۸/۰۶/۱۹۴۸ | Baltimore, Maryland, United States              | |
| Loss                                                                                                   | 90–15–6  | Leonard Morrow                     | KO   | 1 (12)  | ۰۲/۰۶/۱۹۵۱ | Oakland, California, United States              | |
| Win | 90–14–6  | Billy Smith                        | UD   | ۱۰      | ۰۵/۰۵/۱۹۴۸ | Cincinnati, Ohio, United States                 | |
| Win | 89–14–6  | Charley Williams                   | KO   | 7 (10)  | ۱۹/۰۴/۱۹۴۸ | Newark, New Jersey, United States               | |
| Win | 88–14–6  | Dusty Wilkerson                    | TKO  | 7 (10)  | ۱۲/۰۴/۱۹۴۸ | Baltimore, Maryland, United States              | |
| Loss                                                                                                   | 87–14–6  | آزارد چارلز                        | KO   | 8 (15)  | ۱۳/۰۱/۱۹۴۸ | Cleveland, Ohio, United States                  | |
| Win | 87–13–6  | George Fitch                       | TKO  | 6 (10)  | ۱۰/۱۱/۱۹۴۷ | Baltimore, Maryland, United States              | |
| Win | 86–13–6  | جیمی بیوینس                        | TKO  | 8 (10)  | ۰۸/۰۹/۱۹۴۷ | Baltimore, Maryland, United States              | |
| Win | 85–13–6  | Bobby Zander                       | PTS  | ۱۲      | ۳۰/۰۷/۱۹۴۷ | Oakland, California, United States              | Won California Light Heavyweight Title |
| Win | 84–13–6  | Bert Lytell                        | UD   | ۱۰      | ۱۴/۰۷/۱۹۴۷ | Baltimore, Maryland, United States              | |
| Win | 83–13–6  | چارلی شپرد                         | UD   | ۱۰      | ۱۶/۰۶/۱۹۴۷ | Washington, District of Columbia, United States | |
| Loss                                                                                                   | 82–13–6  | آزارد چارلز                        | MD   | ۱۰      | ۰۵/۰۵/۱۹۴۷ | Cincinnati, Ohio, United States                 | |
| Win | 82–12–6  | Rusty Payne                        | PTS  | ۱۰      | ۱۱/۰۴/۱۹۴۷ | San Diego, California, United States            | |
| Win | 81–12–6  | Jack Chase                         | KO   | 9 (10)  | ۱۸/۰۳/۱۹۴۷ | Los Angeles, California, United States          | |
| مساویDraw                                                                                              | 80–12–6  | Jack Chase                         | Draw | ۱۰      | ۰۶/۱۱/۱۹۴۶ | Oakland, California, United States              | |
| مساویDraw                                                                                              | 80–12–5  | Billy Smith                        | Draw | ۱۲      | ۲۳/۱۰/۱۹۴۶ | Oakland, California, United States              | California Light Heavyweight Title |
| Win | 80–12–4  | Jimmy O'Brien                      | TKO  | 2 (10)  | ۰۹/۰۹/۱۹۴۶ | Baltimore, Maryland, United States              | |
| Win | 79–12–4  | Buddy Walker                       | KO   | 4 (10)  | ۱۹/۰۸/۱۹۴۶ | Baltimore, Maryland, United States              | |
| Loss                                                                                                   | 78–12–4  | آزارد چارلز                        | UD   | ۱۰      | ۲۰/۰۵/۱۹۴۶ | Pittsburgh, Pennsylvania, United States         | |
| Win | 78–11–4  | Vern Escoe                         | TKO  | 7 (10)  | ۰۲/۰۵/۱۹۴۶ | Orange, New Jersey, United States               | |
| Win | 77–11–4  | George Parks                       | KO   | 1 (10)  | ۰۵/۰۲/۱۹۴۶ | Washington, District of Columbia, United States | |
| Win | 76–11–4  | Curtis Sheppard                    | UD   | ۱۲      | ۲۸/۰۱/۱۹۴۶ | Baltimore, Maryland, United States              | |
| Win | 75–11–4  | Holman Williams                    | TKO  | ۱1 (12) | ۲۶/۱۱/۱۹۴۵ | Baltimore, Maryland, United States              | |
| Win | 74–11–4  | O'Dell Riley                       | KO   | 6 (10)  | ۱۲/۱۱/۱۹۴۵ | Detroit, Michigan, United States                | |
| Loss                                                                                                   | 73–11–4  | Holman Williams                    | MD   | ۱۰      | ۲۲/۱۰/۱۹۴۵ | Baltimore, Maryland, United States              | |
| Win | 73–10–4  | Cocoa Kid                          | KO   | 8 (10)  | ۱۷/۰۹/۱۹۴۵ | Baltimore, Maryland, United States              | |
| Loss                                                                                                   | 72–10–4  | جیمی بیوینس                        | KO   | 6 (10)  | ۲۲/۰۸/۱۹۴۵ | Cleveland, Ohio, United States                  | |
| Win | 72–9–4   | Lloyd Marshall                     | TKO  | ۱0 (10) | ۲۶/۰۶/۱۹۴۵ | Cleveland, Ohio, United States                  | |
| Win | 71–9–4   | George Kochan                      | TKO  | 6 (10)  | ۱۸/۰۶/۱۹۴۵ | Baltimore, Maryland, United States              | |
| Win | 70–9–4   | Lloyd Marshall                     | UD   | ۱۰      | ۲۱/۰۵/۱۹۴۵ | Baltimore, Maryland, United States              | |
| Win | 69–9–4   | Teddy Randolph                     | TKO  | 9 (10)  | ۲۳/۰۴/۱۹۴۵ | Baltimore, Maryland, United States              | |
| Win | 68–9–4   | Nate Bolden                        | UD   | ۱۰      | ۰۲/۰۴/۱۹۴۵ | Baltimore, Maryland, United States              | |
| Win | 67–9–4   | Napoleon Mitchell                  | KO   | 6 (8)   | ۱۲/۰۲/۱۹۴۵ | Boston, Massachusetts, United States            | |
| Win | 66–9–4   | Bob Jacobs                         | TKO  | 9 (10)  | ۲۹/۰۱/۱۹۴۵ | New York, New York, United States               | |
| Win | 65–9–4   | Joey Jones                         | TKO  | 2 (8)   | ۱۱/۰۱/۱۹۴۵ | Boston, Massachusetts, United States            | |
| Win | 64–9–4   | Nate Bolden                        | KO   | 9 (10)  | ۱۸/۱۲/۱۹۴۴ | New York, New York, United States               | |
| Win | 63–9–4   | Battling Monroe                    | KO   | 6 (10)  | ۰۱/۰۹/۱۹۴۴ | San Diego, California, United States            | |
| Win | 62–9–4   | Jimmy Hayden                       | KO   | 5 (10)  | ۱۸/۰۸/۱۹۴۴ | San Diego, California, United States            | |
| Win | 61–9–4   | Louis Mays                         | KO   | 3 (10)  | ۱۱/۰۸/۱۹۴۴ | San Diego, California, United States            | |
| Win | 60–9–4   | Kenny LaSalle                      | PTS  | ۱۰      | ۱۹/۰۵/۱۹۴۴ | San Diego, California, United States            | |
| Loss                                                                                                   | 59–9–4   | Charley Burley                     | PTS  | ۱۰      | ۲۱/۰۴/۱۹۴۴ | Hollywood, California, United States            | |
| Win | 59–8–4   | Roman Starr                        | TKO  | 2 (10)  | ۲۴/۰۳/۱۹۴۴ | Hollywood, California, United States            | |
| Loss                                                                                                   | 58–8–4   | Eddie Booker                       | TKO  | 8 (10)  | ۲۱/۰۱/۱۹۴۴ | Hollywood, California, United States            | |
| Win | 58–7–4   | Amado Rodriguez                    | KO   | 1 (10)  | ۰۷/۰۱/۱۹۴۴ | San Diego, California, United States            | |
| Win | 57–7–4   | Jack Chase                         | MD   | ۱۰      | ۲۶/۱۱/۱۹۴۳ | Hollywood, California, United States            | |
| Win | 56–7–4   | Kid Hermosillo                     | TKO  | 5 (10)  | ۰۴/۱۱/۱۹۴۳ | San Diego, California, United States            | |
| Loss                                                                                                   | 55–7–4   | Aaron Wade                         | PTS  | ۱۰      | ۱۶/۰۸/۱۹۴۳ | San Francisco, California, United States        | |
| Loss                                                                                                   | 55–6–4   | Jack Chase                         | UD   | ۱۵      | ۰۲/۰۸/۱۹۴۳ | San Francisco, California, United States        | California Middleweight Title |
| Win | 55–5–4   | Eddie Cerda                        | KO   | 3 (10)  | ۲۸/۰۷/۱۹۴۳ | San Diego, California, United States            | |
| Win | 54–5–4   | Big Boy Hogue                      | TKO  | 5 (10)  | ۲۲/۰۷/۱۹۴۳ | San Diego, California, United States            | |
| Win | 53–5–4   | Jack Chase                         | UD   | ۱۵      | ۰۸/۰۵/۱۹۴۳ | San Diego, California, United States            | California Middleweight Title |
| Win | 52–5–4   | Jack Chase                         | KO   | ۹       | ۱۸/۰۳/۱۹۴۳ | Los Angeles, California, United States          | |
| مساویDraw                                                                                              | 51–5–4   | Eddie Booker                       | Draw | ۱۲      | ۱۱/۱۲/۱۹۴۲ | San Diego, California, United States            | California Middleweight Title |
| Win | 51–5–3   | Jack Chase                         | PTS  | ۱۰      | ۲۷/۱۱/۱۹۴۲ | San Diego, California, United States            | |
| Win | 50–5–3   | Tabby Romero                       | KO   | 2 (10)  | ۰۶/۱۱/۱۹۴۲ | San Diego, California, United States            | |
| Win | 49–5–3   | Shorty Hogue                       | TKO  | 2 (10)  | ۳۰/۱۰/۱۹۴۲ | San Diego, California, United States            | |
| Win | 48–5–3   | Jimmy Casino                       | TKO  | 5 (10)  | ۱۸/۰۳/۱۹۴۲ | Oakland, California, United States              | |
| Win | 47–5–3   | Al Globe                           | TKO  | 2 (10)  | ۲۷/۰۲/۱۹۴۲ | San Diego, California, United States            | |
| Win | 46–5–3   | Bobby Britt                        | KO   | 3 (10)  | ۲۸/۰۱/۱۹۴۲ | Phoenix, Arizona, United States                 | |
| مساویDraw                                                                                              | 45–5–3   | Eddie Booker                       | PTS  | ۱۰      | ۲۰/۰۲/۱۹۴۱ | San Diego, California, United States            | |
| Loss                                                                                                   | 45–5–2   | Shorty Hogue                       | PTS  | ۱۰      | ۳۱/۰۱/۱۹۴۱ | San Diego, California, United States            | |
| Win | 45–4–2   | Clay Rowan                         | KO   | 1 (10)  | ۱۷/۰۱/۱۹۴۱ | San Diego, California, United States            | |
| Win | 44–4–2   | Pancho Ramirez                     | KO   | 5 (10)  | ۱۸/۱۰/۱۹۴۰ | San Diego, California, United States            | |
| Win | 43–4–2   | Ron Richards                       | PTS  | ۱۲      | ۱۱/۰۷/۱۹۴۰ | Sydney, New South Wales, Australia              | |
| Win | 42–4–2   | Fred Henneberry                    | TKO  | 7 (12)  | ۲۷/۰۶/۱۹۴۰ | Sydney, New South Wales, Australia              | |
| Win | 41–4–2   | Frank Lindsay (alias tommy Jordan) | KO   | 4 (12)  | ۲۷/۰۵/۱۹۴۰ | Hobart, Tasmania, Australia                     | |
| Win | 40–4–2   | Joe Delaney                        | KO   | 2 (12)  | ۱۸/۰۵/۱۹۴۰ | Adelaide, South Australia, Australia            | |
| Win | 39–4–2   | Atilio Sabatino                    | TKO  | 5 (12)  | ۰۹/۰۵/۱۹۴۰ | Sydney, New South Wales, Australia              | |
| Win | 38–4–2   | Ron Richards                       | TKO  | ۱0 (12) | ۱۸/۰۴/۱۹۴۰ | Sydney, New South Wales, Australia              | |
| Win | 37–4–2   | Jack McNamee                       | TKO  | 4 (12)  | ۳۰/۰۳/۱۹۴۰ | Melbourne, Victoria, Australia                  | |
| Loss                                                                                                   | 36–4–2   | Shorty Hogue                       | PTS  | ۶       | ۲۹/۱۲/۱۹۳۹ | San Diego, California, United States            | |
| Win | 36–3–2   | Honey Boy Jones                    | PTS  | ۱۰      | ۰۷/۱۲/۱۹۳۹ | St. Louis, Missouri, United States              | |
| Win | 0–10     | Billy Day                          | KO   | 1 (10)  | ۲۷/۱۱/۱۹۳۹ | Phoenix, Arizona, United States                 | |
| مساویDraw                                                                                              | 35–3–2   | Freddie Dixon                      | Draw | ۸       | ۱۳/۱۱/۱۹۳۹ | Phoenix, Arizona, United States                 | Fight called a technical draw in the eighth round after Dixon was struck with a low blow and could not continue. Phoenix Athletic Commission's rules stated that no fighter could win or lose a fight due to a foul. |
| Win | 35–3–1   | Bobby Seaman                       | KO   | 7 (10)  | ۲۲/۰۹/۱۹۳۹ | San Diego, California, United States            | |
| Win | 34–3–1   | Jack Coggins                       | PTS  | ۱۰      | ۰۱/۰۹/۱۹۳۹ | San Diego, California, United States            | |
| No Contest                                                                                             | 33–3–1   | Jack Coggins                       | NC   | ۸       | ۲۱/۰۷/۱۹۳۹ | San Diego, California, United States            | |
| Loss                                                                                                   | 33–3–1   | تدی یاروز                          | PTS  | ۱۰      | ۲۰/۰۴/۱۹۳۹ | St. Louis, Missouri, United States              | |
| Win | 33–2–1   | Marty Simmons                      | UD   | ۱۰      | ۱۶/۰۳/۱۹۳۹ | St. Louis, Missouri, United States              | |
| Win | 32–2–1   | Domenico Ceccarelli                | KO   | 1 (10)  | ۰۲/۰۳/۱۹۳۹ | St. Louis, Missouri, United States              | |
| Win | 31–2–1   | Jack Moran                         | KO   | 1 (10)  | ۲۰/۰۱/۱۹۳۹ | St. Louis, Missouri, United States              | |
| Win | 30–2–1   | Bob Turner                         | KO   | 2 (8)   | ۰۷/۱۲/۱۹۳۸ | St. Louis, Missouri, United States              | |
| Win | 29–2–1   | Ray Lyle                           | KO   | 2 (10)  | ۲۲/۱۱/۱۹۳۸ | St. Louis, Missouri, United States              | |
| Win | 28–2–1   | Bobby Yannes                       | TKO  | 2 (10)  | ۱۹/۱۰/۱۹۳۸ | San Diego, California, United States            | |
| Win | 27–2–1   | Tom Henry                          | TKO  | 4 (6)   | ۲۷/۰۹/۱۹۳۸ | Los Angeles, California, United States          | |
| Win | 26–2–1   | Frank Rowsey                       | TKO  | 3 (10)  | ۱۶/۰۹/۱۹۳۸ | San Diego, California, United States            | |
| Win | 25–2–1   | Johnny Romero                      | KO   | 8 (10)  | ۰۲/۰۹/۱۹۳۸ | San Diego, California, United States            | |
| Win | 24–2–1   | Lorenzo Pedro                      | PTS  | ۱۰      | ۰۵/۰۸/۱۹۳۸ | San Diego, California, United States            | |
| Win | 23–2–1   | Johnny Sikes                       | KO   | 1 (10)  | ۲۲/۰۷/۱۹۳۸ | San Diego, California, United States            | |
| Loss                                                                                                   | 22–2–1   | Johnny Romero                      | PTS  | ۱۰      | ۲۴/۰۶/۱۹۳۸ | San Diego, California, United States            | |
| Win | 22–1–1   | Ray Vargas                         | KO   | 3 (10)  | ۲۷/۰۵/۱۹۳۸ | San Diego, California, United States            | |
| Win | 21–1–1   | Jimmy Brent                        | KO   | 1 (6)   | ۲۰/۰۵/۱۹۳۸ | San Diego, California, United States            | |
| Win | 20–1–1   | Karl Lautenschlager                | KO   | 2 (6)   | ۰۷/۰۱/۱۹۳۸ | St. Louis, Missouri, United States              | |
| Win | 19–1–1   | Sammy Jackson                      | KO   | 8 (10)  | ۰۱/۱۲/۱۹۳۷ | Jackson, Missouri, United States                | |
| Win | 18–1–1   | Sammy Christian                    | PTS  | ۵       | ۱۶/۱۱/۱۹۳۷ | St. Louis, Missouri, United States              | |
| Win | 17–1–1   | Chuck Vickers                      | KO   | 2 (10)  | ۰۹/۱۱/۱۹۳۷ | Fort Wayne, Indiana, United States              | |
| Win | 16–1–1   | Charley Dawson                     | TKO  | 5 (5)   | ۱۷/۰۹/۱۹۳۷ | St. Louis, Missouri, United States              | |
| Win | 15–1–1   | Sammy Slaughter                    | PTS  | ۱۰      | ۰۹/۰۹/۱۹۳۷ | Indianapolis, Indiana, United States            | |
| Loss                                                                                                   | 14–1–1   | Billy Adams                        | PTS  | ۸       | ۰۱/۰۹/۱۹۳۷ | Cincinnati, Ohio, United States                 | |
| Win | 14–0–1   | Al Dublinsky                       | KO   | 3 (6)   | ۱۹/۰۸/۱۹۳۷ | unknown                                         | |
| Win | 13–0–1   | Frank Hatfield                     | KO   | 1 (8)   | ۲۶/۰۴/۱۹۳۷ | Cincinnati, Ohio, United States                 | |
| Win | 12–0–1   | Karl Martin                        | TKO  | 1 (8)   | ۲۳/۰۴/۱۹۳۷ | Indianapolis, Indiana, United States            | |
| Win | 11–0–1   | Charley Dawson                     | PTS  | ۸       | ۰۹/۰۴/۱۹۳۷ | Indianapolis, Indiana, United States            | |
| Win | 10–0–1   | Ham Pounder                        | KO   | 2 (8)   | ۲۳/۰۳/۱۹۳۷ | Ponca City, Oklahoma, United States             | |
| Win | 9–0–1    | Joe Huff                           | KO   | 3 (6)   | ۰۲/۰۲/۱۹۳۷ | St. Louis, Missouri, United States              | |
| Draw                                                                                                   | 8–0–1    | Sammy Jackson                      | Draw | ۸       | ۲۹/۰۱/۱۹۳۷ | Quincy, Illinois, United States                 | |
| Win | 7–0–1    | Johnny Davis                       | KO   | 4 (8)   | ۱۸/۰۱/۱۹۳۷ | Quincy, Illinois, United States                 | |
| Win | 6–0–1    | Dynamite Payne                     | KO   | 1 (8)   | ۰۵/۰۱/۱۹۳۷ | St. Louis, Missouri, United States              | |
| Win | 5–0–1    | Sammy Jackson                      | PTS  | ۵       | ۰۹/۱۰/۱۹۳۶ | St. Louis, Missouri, United States              | |
| Win | 4–0–1    | Murray Allen                       | KO   | 2 (6)   | ۳۰/۰۹/۱۹۳۶ | Keokuk, Iowa, United States                     | |
| مساویDraw                                                                                              | 3–0–1    | Sammy Christian                    | Draw | ۶       | ۰۴/۰۸/۱۹۳۶ | Quincy, Illinois, United States                 | |
| Win | 3–0      | Murray Allen                       | PTS  | ۶       | ۱۴/۰۷/۱۹۳۶ | Quincy, Illinois, United States                 | |
| Win | 2–0      | Kid Pocahuntas                     | KO   | 3 (8)   | ۳۱/۰۱/۱۹۳۶ | Hot Springs, Arkansas, United States            | |
| Win | 1–0      | Billy Simms                        | KO   | 2 (4)   | ۰۳/۰۹/۱۹۳۵ | Poplar Bluff, Missouri, United States           | Professional debut. |